# Serguéi Gorlukóvich
Serguéi Vadímovich Gorlukóvich (en ruso: Сергей Вадимович Горлукович) (Baruni, Unión Soviética, 18 de noviembre de 1961) es un exfutbolista ruso aunque nacido en Bielorrusia. Actualmente ejerce de entrenador.

## Clubes
| Club                  | País            | Año         |
| --------------------- | --------------- | ----------- |
| FC Gomel              | Unión Soviética | 1981 - 1984 |
| FK Dinamo Minsk       | Unión Soviética | 1985 - 1986 |
| FC Lokomotiv Moscú    | Unión Soviética | 1986 - 1989 |
| Borussia Dortmund     | Alemania        | 1989 - 1992 |
| Bayer Uerdingen 05    | Alemania        | 1992 - 1995 |
| FC Alania Vladikavkaz | Rusia           | 1995        |
| FC Spartak de Moscú   | Rusia           | 1996 - 1998 |
| FC Torpedo ZIL        | Rusia           | 1999        |
| FC Novosibirsk        | Rusia           | 2000        |
| FC Nizhny Novgorod    | Rusia           | 2001        |
| Mika FC               | Armenia         | 2002        |

## Palmarés
Borussia Dortmund
- Subcampeón Bundesliga: 1991-92

FC Spartak de Moscú
- Liga Premier de Rusia: 1995-96, 1996-97, 1997-98
- Copa de Rusia: 1998

- Datos: Q195285